# Lomatogonium stapfii
Lomatogonium stapfii är en gentianaväxtart som först beskrevs av Isaac Henry Burkill, och fick sitt nu gällande namn av H. Smith apud S.Nilsson. Lomatogonium stapfii ingår i släktet stjärngentianor, och familjen gentianaväxter. Inga underarter finns listade i Catalogue of Life.